# Wysieka
Wysieka (niem. Schonklitten) – kolonia w Polsce położona w województwie warmińsko-mazurskim, w powiecie bartoszyckim, w gminie Bartoszyce. Miejscowość wchodzi w skład sołectwa Bezledy. Znajduje się tu gminne wysypisko odpadów stałych. W latach 1975–1998 miejscowość administracyjnie należała do województwa olsztyńskiego.
W 1983 r. był to przysiółek, ujmowany w spisie statystycznym razem ze wsią Wola.